# 1563
Het jaar 1563 is het 63e jaar in de 16e eeuw volgens de christelijke jaartelling.

## Gebeurtenissen
maart
- 11 - Het vertrek van kardinaal Granvelle wordt geëist door de drie belangrijkste leden van de Raad van State: Willem van Oranje, Lamoraal van Egmont en Filips van Montmorency.
- 19 - Ondertekening van het Edict van Amboise, waardoor de protestanten in Frankrijk beperkte godsdienstvrijheid krijgen.

mei
- 30 - Bij Bornholm in de Oostzee leidt een vlagincident tot een treffen tussen de marines van Denemarken en Zweden. Dieperliggende oorzaak: Denemarken kan zich nog niet neerleggen bij het Zweedse uittreden uit de Unie van Kalmar.

juli
- 10 - Bij een stadsbrand wordt het gehele oosten van Rotterdam in de as gelegd. Onder andere gaat het in 1444 gebouwde Predikherenklooster aan de Hoogstraat verloren.

augustus
- 19 - De nieuwe koning Karel IX van Frankrijk bevestigt het Edict van Amboise, een voorwaarde voor een aantal parlementen (gerechtshoven) om het edict te handhaven. Het geeft de hugenoten een zekere mate van geloofsvrijheid.

september
- september - In Rome wordt de Brabander Christiaan van der Ameijden als zanger toegelaten tot het koor van de Sixtijnse kapel, de privékapel van paus Pius IV.

november
- 11 - Het Concilie van Trente verplichtt de parochiepriesters om doop- en huwelijksregisters aan te maken, wat in feite neerkomt op de veralgemening van bestaande maar disparate praktijken.
- 15 - Eerste uitgave van de kerkorde van de Palts, met daarin de Heidelbergse Catechismus.

zonder datum
- Einde van het kerkelijke Concilie van Trente, wat begon in 1545.
- Emanuel Filibert van Savoye verplaatst de hoofdstad van zijn hertogdom van Chambéry naar Turijn.

## Beeldende kunst

De toren van Babel (1563) Pieter Bruegel de Oude, Kunsthistorisches Museum, Wenen
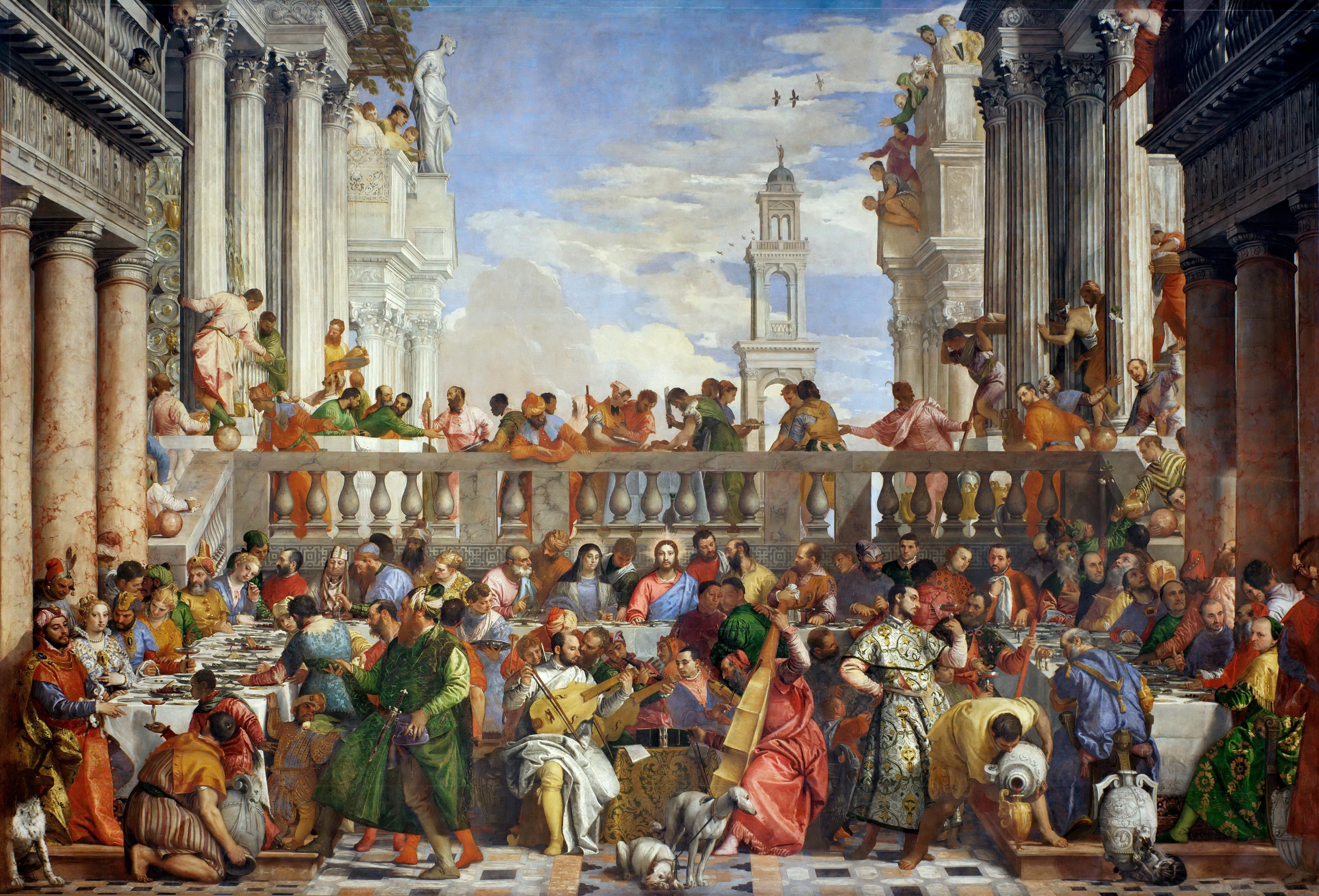
De bruiloft te Kana (1563) Paolo Veronese, Louvre, Parijs

## Bouwkunst

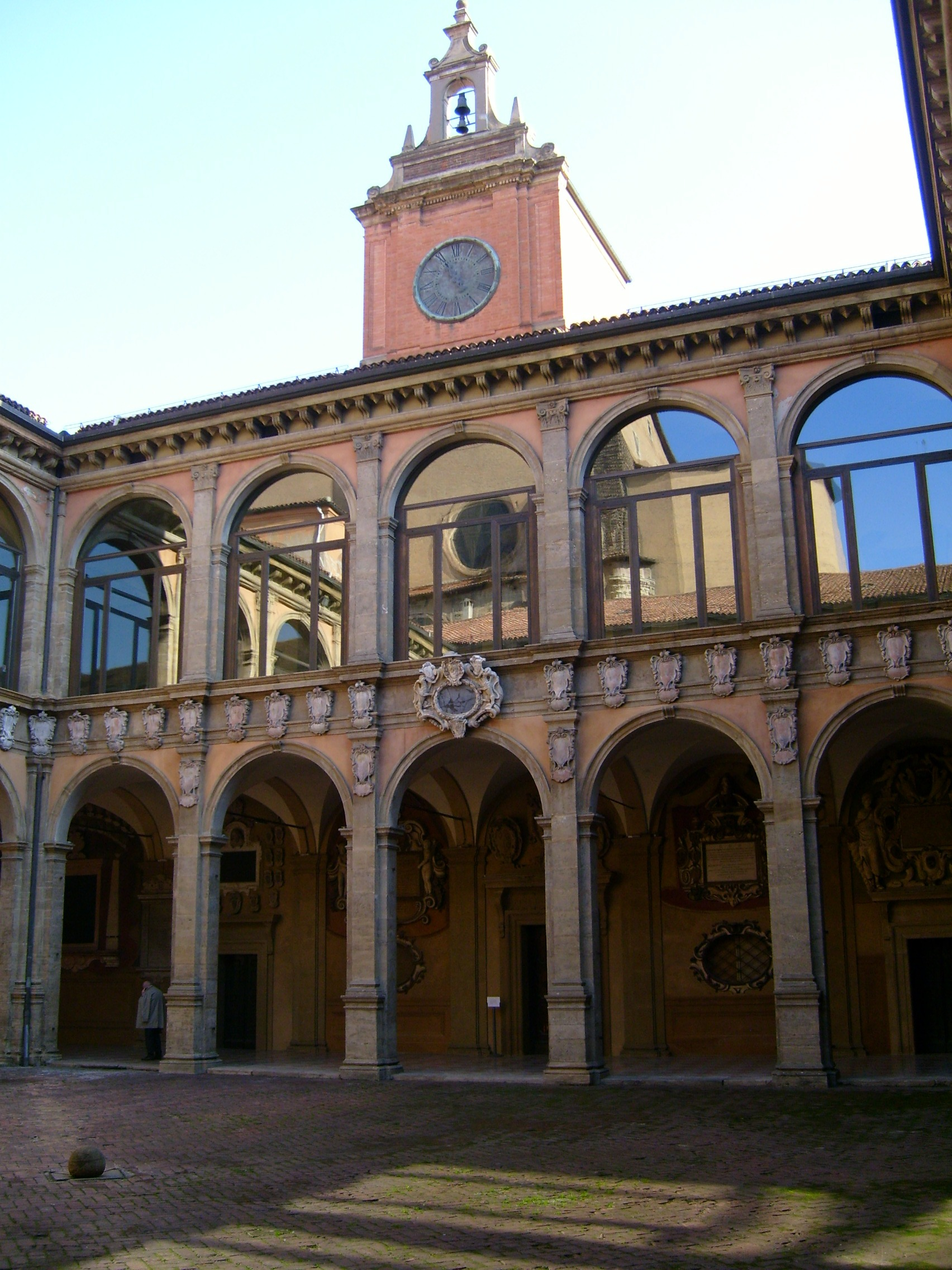
Archiginnasio, Bologna (1563)

## Geboren
datum onbekend
- Jan Huygen van Linschoten, Nederlands koopman en ontdekkingsreiziger
- Michael Drayton, Engels dichter

januari
- 30 - Franciscus Gomarus, Nederlands hoogleraar in de theologie aan de universiteit van Leiden en voorman van de contra-remonstranten

maart
- 5 - John Coke, Engels politicus

september
- 4 - Wanli, keizer van China

november
- 5 - Anna van Nassau, oudste dochter van Willem I de Zwijger en Anna van Saksen

## Overleden
februari
- 18 - Frans van Guise (44), wordt vermoord